# Masakr

Masakr protestantů katolíky ve Francii v roce 1572

Masakr je termín sloužící většinou pro označení hromadného vyvražďování nebo hromadného krveprolití, ať už na lidech, či jiných živých organismech.[zdroj⁠?!] V méně používané konotaci značí situaci, která měla za následek velké ztráty na životech.
Masakr se nejčastěji používá ve spojení s hromadným zabíjením civilistů, či odzbrojených vojáků během válek, kteří nemají možnost se proti takovému jednání bránit, což se ve většině případů následně považuje za válečný zločin.
Od genocidy, pogromu nebo etnických čistek se masakr liší v tom, že na rozdíl od nich se oběťmi masakru nestávají pouze příslušníci určité cílené rasy nebo etnika; na rozdíl od exterminace se masakr liší v tom, že není tolik systematický, programový a důsledný, ale spíše nahodilý a vycházející z aktuálního průběhu konfliktu.[zdroj?]

## Etymologie
Slovo masakr se dostalo do češtiny přes němčinu ze starofrancouzského macecre, které odvozeno od macecrer ‘zabíjet, porážet (dobytek)’. Vzdálenější původ je dle Rejska nejistý.

## Masakry
- Bartolomějská noc
- Beslanský masakr
- Gnadenhüttenský masakr
- Tragédie v Jonestownu
- Katyňský masakr
- Masakr v Nemecké
- Tokajícká tragédie
- Černovská tragédie
- Masakr na Masarykově nádraží
- Masakr v Trhové Kamenici
- Masakr v Úsobské ulici v Praze
- Velkomeziříčský masakr
- Vražda zajatců v Jelením příkopu
- Masakr na ostrově Rathlin
- Malmédský masakr
- Masakr Dejr Jásin
- Masakr hugenotů ve Wassy
- Masakr na Columbine High School
- Masakr na Švédských šancích
- Masakr v Baze 2015
- Masakr v Pendykach
- Masakr v Oděse
- Masakr v Kamenci Podolském
- Masakry v Indonésii 1965–1966
- Masakr na Virginia Tech
- Krvavá neděle (1972)
- Masakr v Babím Jaru
- Masakry v Liepāji
- Masakr v Rumbule
- Masakr v Ponarech
- Masakr v Batepá
- Masakr v Dak Son
- Masakr v Dunblane
- Masakr v Glencoe
- Masakr v Hue
- Masakr v Kirjat Šmoně
- Masakr v My Lai

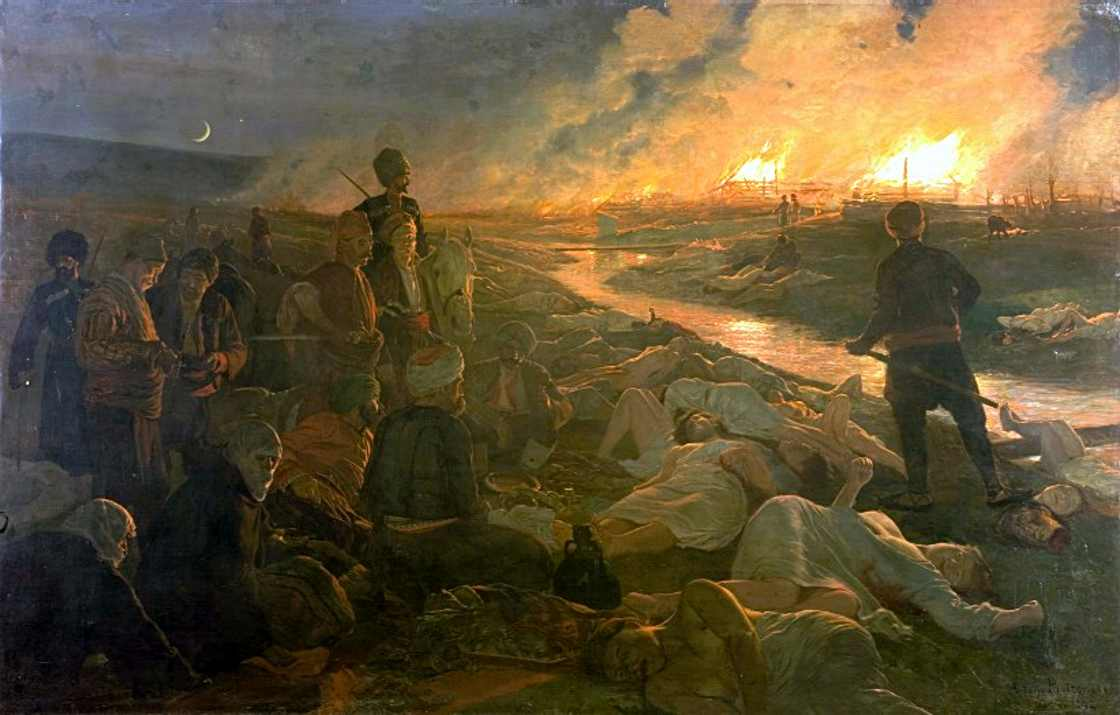
Masakr Bulharů v Bataku během Dubnového povstání proti Turkům roku 1876

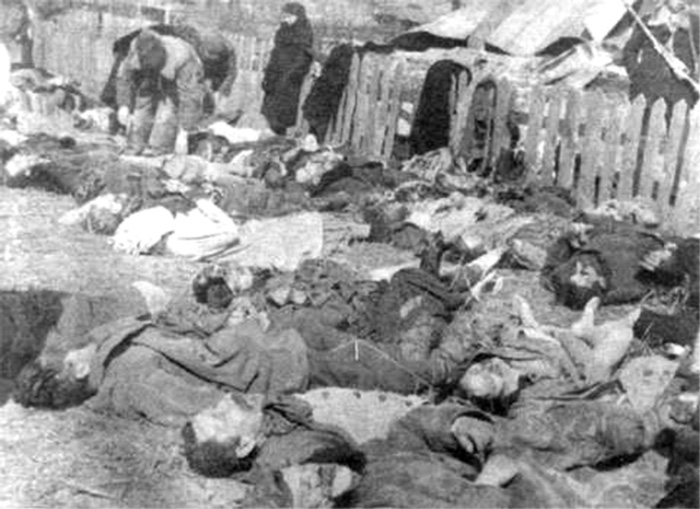
Masakr polských civilistů Ukrajinskou povstaleckou armádou v roce 1943

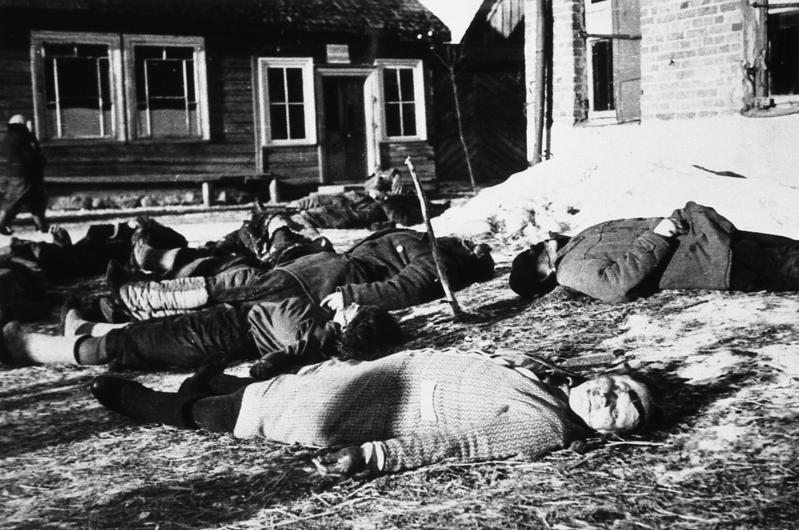
Masakr sovětských civilistů v Bělorusku německými vojáky v roce 1943

- Masakr v obci Novyje Aldy v Čečensku
- Masakr v Kľakovské dolině
- Masakr v obci Samaški v Čečensku
- Masakr v Sabře a Šatíle
- Masakr studentů na Kentské státní univerzitě v Ohiu
- Masakr ve čtvrti Staropromyslovsky v Grozném
- Mnichovský masakr
- Obležení Waco
- Masakr u Wounded Knee
- Paraćinský masakr
- Srebrenický masakr
- Masakr na náměstí Nebeského klidu
- Sumgaitský masakr
- Ústecký masakr
- Ustický masakr
- Postoloprtský masakr
- Masový únos v Iguale
- Masakr v Andižanu
- Operace al-Anfal
- Útok na Univerzitu v Garisse
- Masakr v Sindžáru
- Hamídijské masakry
- Nankingský masakr
- Masakr ve Skleném
- Masakr v Medveděvském lese
- Masakr v Kremničce